# جائزة بريطانيا الكبرى 2011
جائزة بريطانيا الكبرى 2011 (بالإنجليزية: 2011 British Grand Prix)‏ هو سباق فورمولا 1 أقيم بتاريخ 10 يوليو 2011 في حلبة سلفرستون، إنجلترا. كان التاسع من أصل 19 في بطولة العالم لسباقات الفورمولا واحد موسم 2011. حلّ الإسباني فرناندو ألونسو أولا بينما جاء الألماني سباستيان فيتل في المركز الثاني وحصل على المركز الثالث الأسترالي مارك ويبر.